# Héctor Pérez Plazola
Héctor Pérez Plazola (El Grullo, 2 de julio de 1933-Guadalajara, Jalisco, 10 de junio de 2015) fue un político mexicano, miembro del Partido Acción Nacional, de los más antiguos ya que inició su militancia a la edad de 15 años en la campaña por la presidencia de México de Efraín González Luna, junto con Luis Calderón Vega, padre del expresidente de México, Felipe Calderón Hinojosa.
Fue presidente municipal de Guadalajara, secretario general de gobierno del Estado de Jalisco y senador por Jalisco desde 2006 hasta 2012.
Héctor Pérez Plazola ocupó los cargos de Diputado al Congreso de Jalisco de 1980 a 1983 y de 1995 a 1998. Fue diputado federal en dos ocasiones: en la LIII Legislatura de 1985 a 1988 y en la LV Legislatura de 1991 a 1994. También, candidato a presidente municipal de Guadalajara en 1982 y a gobernador de Jalisco en 1988. Fue secretario general de gobierno de Jalisco durante el gobierno de Francisco Javier Ramírez Acuña en 2000, y fue designado presidente municipal de Guadalajara en sustitución de Francisco Javier Ramírez Acuña, quien solicitó permiso para competir como candidato a gobernador, y por último, en 2006 fue elegido senador para el periodo que concluyó en 2012.

## Fallecimiento
Falleció en Guadalajara, Jalisco, el 10 de junio de 2015 de padecimientos cardíacos.